# Lijst van Dendrobatidae
Onderstaand een lijst van alle soorten kikkers uit de familie pijlgifkikkers (Dendrobatidae). De lijst is gebaseerd op Amphibian Species of the World.
Familie Dendrobatidae
- Adelphobates castaneoticus
- Adelphobates galactonotus
- Adelphobates quinquevittatus
- Ameerega altamazonica
- Ameerega andina
- Ameerega bassleri
- Ameerega berohoka
- Ameerega bilinguis
- Ameerega boehmei
- Ameerega boliviana
- Ameerega braccata
- Ameerega cainarachi
- Ameerega erythromos
- Ameerega flavopicta
- Ameerega hahneli
- Ameerega ignipedis
- Ameerega ingeri
- Ameerega labialis
- Ameerega macero
- Ameerega maculata
- Ameerega parvula
- Ameerega pepperi
- Ameerega peruviridis
- Ameerega petersi
- Ameerega picta
- Ameerega planipaleae
- Ameerega pongoensis
- Ameerega pulchripecta
- Ameerega rubriventris
- Ameerega silverstonei
- Ameerega simulans
- Ameerega smaragdina
- Ameerega trivittata
- Ameerega yoshina
- Ameerega yungicola
- Andinobates abditus
- Andinobates altobueyensis
- Andinobates bombetes
- Andinobates claudiae
- Andinobates daleswansoni
- Andinobates dorisswansonae
- Andinobates fulguritus
- Andinobates minutus
- Andinobates opisthomelas
- Andinobates tolimensis
- Andinobates viridis
- Andinobates virolinensis
- Colostethus agilis
- Colostethus alacris
- Colostethus argyrogaster
- Colostethus brachistriatus
- Colostethus dysprosium
- Colostethus fraterdanieli
- Colostethus fugax
- Colostethus furviventris
- Colostethus imbricolus
- Colostethus inguinalis
- Colostethus jacobuspetersi
- Colostethus latinasus
- Colostethus lynchi
- Colostethus mertensi
- Colostethus panamansis
- Colostethus pratti
- Colostethus ruthveni
- Colostethus thorntoni
- Colostethus ucumari
- Colostethus yaguara
- Dendrobates auratus
- Dendrobates leucomelas
- Dendrobates nubeculosus
- Dendrobates tinctorius
- Dendrobates truncatus
- Epipedobates anthonyi
- Epipedobates boulengeri
- Epipedobates darwinwallacei
- Epipedobates espinosai
- Epipedobates machalilla
- Epipedobates narinensis
- Epipedobates tricolor
- Excidobates captivus
- Excidobates condor
- Excidobates mysteriosus
- Hyloxalus abditaurantius
- Hyloxalus aeruginosus
- Hyloxalus anthracinus
- Hyloxalus awa
- Hyloxalus azureiventris
- Hyloxalus betancuri
- Hyloxalus bocagei
- Hyloxalus borjai
- Hyloxalus breviquartus
- Hyloxalus cevallosi
- Hyloxalus chlorocraspedus
- Hyloxalus chocoensis
- Hyloxalus craspedoceps
- Hyloxalus delatorreae
- Hyloxalus edwardsi
- Hyloxalus elachyhistus
- Hyloxalus eleutherodactylus
- Hyloxalus exasperatus
- Hyloxalus excisus
- Hyloxalus faciopunctulatus
- Hyloxalus fallax
- Hyloxalus fascianigrus
- Hyloxalus fuliginosus
- Hyloxalus idiomelus
- Hyloxalus infraguttatus
- Hyloxalus insulatus
- Hyloxalus italoi
- Hyloxalus lehmanni
- Hyloxalus leucophaeus
- Hyloxalus littoralis
- Hyloxalus maculosus
- Hyloxalus maquipucuna
- Hyloxalus marmoreoventris
- Hyloxalus mittermeieri
- Hyloxalus mystax
- Hyloxalus nexipus
- Hyloxalus parcus
- Hyloxalus patitae
- Hyloxalus peculiaris
- Hyloxalus peruvianus
- Hyloxalus pinguis
- Hyloxalus pulchellus
- Hyloxalus pulcherrimus
- Hyloxalus pumilus
- Hyloxalus ramosi
- Hyloxalus ruizi
- Hyloxalus saltuarius
- Hyloxalus sauli
- Hyloxalus shuar
- Hyloxalus sordidatus
- Hyloxalus spilotogaster
- Hyloxalus subpunctatus
- Hyloxalus sylvaticus
- Hyloxalus toachi
- Hyloxalus utcubambensis
- Hyloxalus vergeli
- Hyloxalus vertebralis
- Hyloxalus whymperi
- Hyloxalus yasuni
- Minyobates steyermarki
- Oophaga arborea
- Oophaga granulifera
- Oophaga histrionica
- Oophaga lehmanni
- Oophaga occultator
- Oophaga pumilio
- Oophaga speciosa
- Oophaga sylvatica
- Oophaga vicentei
- Phyllobates aurotaenia
- Phyllobates bicolor
- Phyllobates lugubris
- Phyllobates terribilis
- Phyllobates vittatus
- Ranitomeya amazonica
- Ranitomeya benedicta
- Ranitomeya cyanovittata
- Ranitomeya defleri
- Ranitomeya fantastica
- Ranitomeya flavovittata
- Ranitomeya imitator
- Ranitomeya reticulata
- Ranitomeya sirensis
- Ranitomeya summersi
- Ranitomeya toraro
- Ranitomeya uakarii
- Ranitomeya vanzolinii
- Ranitomeya variabilis
- Ranitomeya ventrimaculata
- Ranitomeya yavaricola
- Silverstoneia erasmios
- Silverstoneia flotator
- Silverstoneia nubicola